# Guillem Scrotes

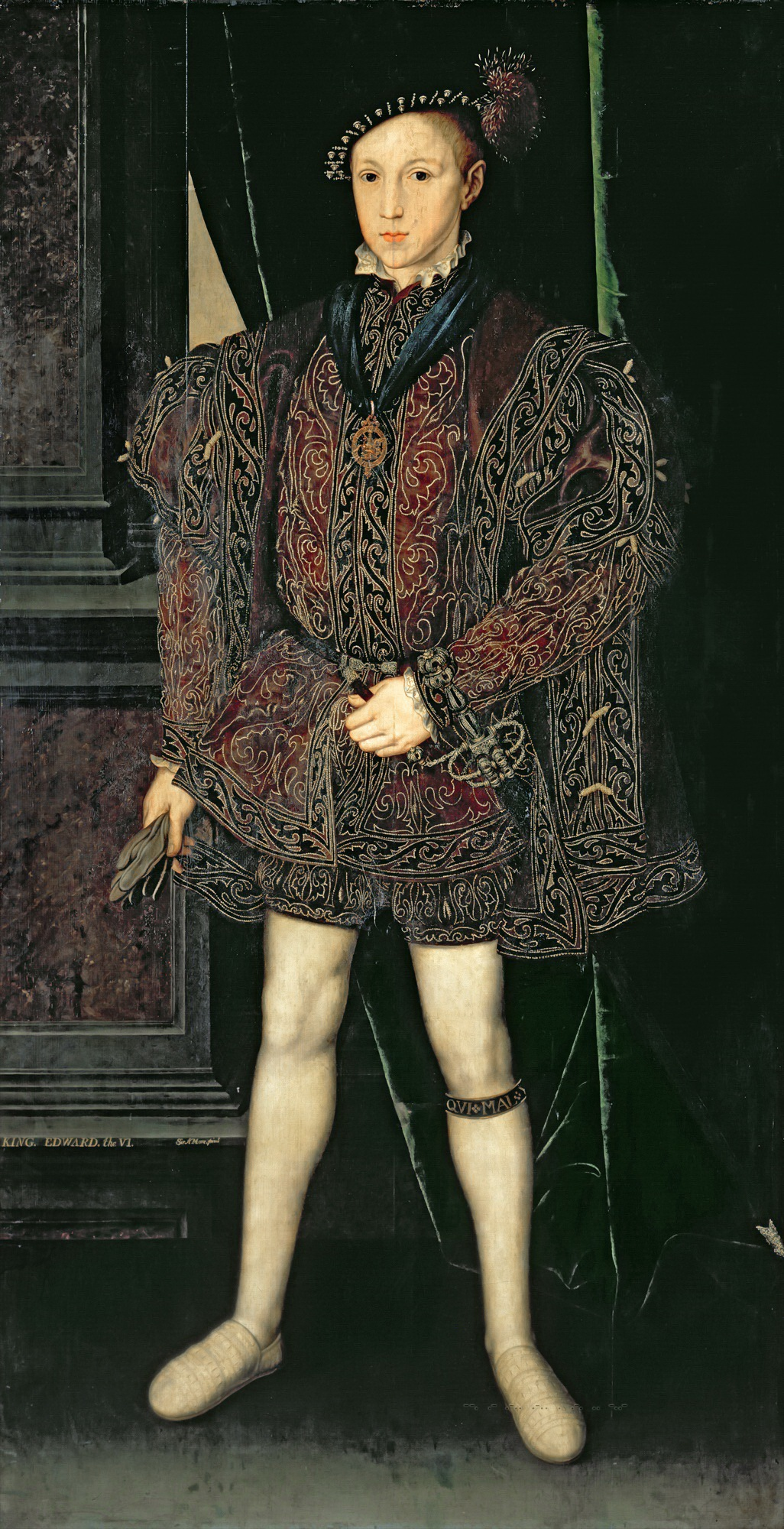
Porträt Eduards VI. (1537–1553)
Louvre, Paris

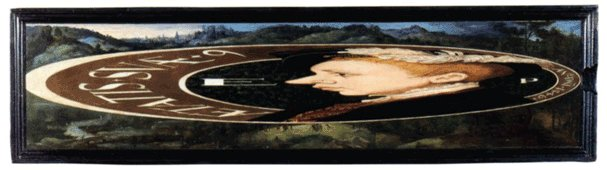
Anamorphose Eduards VI.
National Portrait Gallery, London

Guillem Scrotes, englisch William Scrots und William Scrotes, auch William Stretes (* vor 1537; † 1553 in England) war ein flämischer Maler.

## Leben
Scrotes wurde 1537 zum Maler der Regentin der Niederlande, Maria von Kastilien, ernannt. Er malte die Bildnisse Kaiser Karl V. und seiner Familie und stand 1546 im Dienst des englischen Königs Heinrich VIII. Ihm werden einige Porträts englischer Adliger zugeschrieben, die alle im vornehmen italienischen Stil gehalten sind.